# Aled
Aled ist ein walisischer männlicher Vorname mit der Bedeutung „Leibeserbe, Nachkomme“.

## Verbreitung
Der Name ist im deutschsprachigen Raum nicht geläufig. In Deutschland wurde er in den letzten 10 Jahren weniger als 10 Mal vergeben. In der Schweiz tragen ihn 5 Personen (Stand 2023). Der Name kommt auch in Österreich sehr selten vor, im Zeitraum von 1984 bis 2023 wurde nur ein Junge so genannt.
In England und Wales befand sich der Name von 1996 bis 2012 in den Top 1000. Die beste Platzierung belegte er im Jahr 1997 mit Rang 312. Von 1996 bis 2022 wurde der Name Aled etwa 970 Mal gewählt. In Schottland ist er seit 1975 immer wieder in den Hitlisten anzutreffen, jedoch in einem sehr geringen Volumen. Seine Vergabe ist ebenfalls in Nordirland und Kanada nachgewiesen.

## Namensträger
- Aled Eames (1921–1996), walisischer Historiker
- Aled Jones (* 1970), walisischer Sänger und Radiomoderator
- Dafydd Aled Rees Jones (* 1979), walisischer Rugby-Union-Spieler